# Odo van Maelcote
Odo van Maelcote (ur. 28 lipca 1572 w Brukseli, zm. 14 maja 1615 w Rzymie) – holenderski matematyk i jezuita.

## Życiorys
Był najstarszym synem Jana van Maelcote. 12 lutego 1590 został przyjęty jako nowicjat do zakonu jezuitów w Tournai. Studiował we Francji.